# Wybory parlamentarne na Cyprze w 1996 roku
Wybory parlamentarne na Cyprze odbyły się 26 maja 1996 roku. Zwyciężyła w nich Koalicja Demokratyczna (DISY), która zdobyła 34,47% głosów. Druga była Postępowa Partia Ludzi Pracy (AKEL) uzyskując 33,0% głosów. Do Izby Reprezentantów weszły łącznie cztery ugrupowania. 

## Wyniki
| Nazwa partii                             | Głosy   | Procent | Mandaty | +/- |
| ---------------------------------------- | ------- | ------- | ------- | --- |
| Koalicja Demokratyczna (DISY)            | 127 380 | 34,47   | 20      | ±0  |
| Postępowa Partia Ludzi Pracy (AKEL)      | 121 958 | 33,0    | 19      | +1  |
| Partia Demokratyczna (DIKO)              | 60 726  | 16,43   | 10      | -1  |
| Ruch na rzecz Socjaldemokracji (KS-EDEK) | 30 033  | 8,13    | 5       | -   |
| Nowy Horyzont (NO)                       | 6 317   | 1,71    | 0       | -   |
| Waleczny Ruch Demokratyczny (ADK)        | 5 311   | 1,44    | 0       | -   |
| Partia Zielonych (KOP)                   | 3 710   | 1,0     | 0       | -   |
| Niezależni                               | 463     | 0,12    | 0       | ±0  |
| Suma                                     | 369 521 | 100     | 56      | -   |